# Arbnor Bajra
Arbnor Bajra (né à Gjilan au Kosovo le 19 août 1992) est un taekwondoïste belgo-kosovar. 
Arbnor Bajra fait partie de l'équipe Olympique du Kosovo de taekwondo; il est en lice afin de se qualifier pour les prochains Jeux olympiques à Paris 2024. 

## Parcours sportif
Avant d'opter pour son pays d'origine, Arbnor a été 3 fois champion de Belgique senior. En 2021, Arbnor choisit de combattre pour son pays d'origine et c'est en 2022 qu'il combat dans sa nouvelle catégorie de poids (-74 kg) dans laquelle il est en 2023 38e mondial.
Lors des Championnats d'Europe 2022, il gagne son premier combat contre le Danois Amer Abdullah avant de s'incliner en huitièmes de finale face au Bosniaque Nedžad Husić qui deviendra vice-champion d'Europe. Cette même année, il se qualifie pour les Championnats du monde durant lesquels il passe son premier tour contre Dewayal Delara (Sri Lanka) par disqualification et s'incline ensuite face à Muhammed Emin Yıldız en seizièmes de finale en 3 rounds.
En 2023, il se qualifie pour les Championnats du monde qui ont lieu à Bakou en Azerbaïdjan.

## Palmarès

### Championnats du monde
- 17e place aux Championnats du monde 2022 en -74 kg[3]

### Championnats d'Europe
- 9e place aux Championnats d'Europe 2022 en -74 kg[8]

### Championnats nationaux
- Médaille d'or au Championnat de Belgique 2015 en -68 kg.
- Médaille d'or au Championnat de Belgique 2016 en -68 kg.
- Médaille d'or au Championnat de Belgique 2018 en -74 kg[5].
- Médaille d'or et meilleur combattant au championnat du Kosovo 2021 en -74 kg.

### Opens
- Médaille de bronze à l'Open de Croatie.
- Médaille de bronze  à l'Open des Pays-Bas[9]